# Diecezja Naha
Diecezja Naha – diecezja Kościoła rzymskokatolickiego w Japonii, obejmująca Okinawę i Wyspy Riukiu. Powstała 18 września 1972 roku, w wyniku wyłączenia części terytorium z diecezji Kagoshimy. Siedzibą biskupa jest stolica Okinawy, Naha.